# 成瀬幡治
成瀬 幡治（なるせ ばんじ、1910年12月17日 - 1992年12月3日）は、日本の政治家、労働運動家。参議院議員（4期、日本社会党）。

## 来歴
愛知県西加茂郡小原村（現豊田市）に生まれる。本城小学校（現豊田市立本城小学校）卒業。1931年（昭和6年）、愛知第一師範学校専攻科卒業。教員となり、終戦後、愛知県教員組合の初代委員長に就任し、組合運動に参加。学校生活協同組合理事長なども務めた。
1950年（昭和25年）6月の第2回参議院議員通常選挙に愛知県選挙区から日本社会党公認で立候補し、地方区としては全国最多得票数で初当選を果たした。1962年（昭和37年）に3選。
1966年（昭和41年）、翌年2月執行の愛知県知事選挙の候補者に社会党は成瀬を擁立。ところが同年12月下旬、成瀬を紹介する手はずの知事選勝利決起集会の朝、党県本部は愛知県地方労働組合評議会（愛労評）の評議長から不出馬となったことを聞かされる。現職の桑原幹根、ないしは桑原の周囲にいる人間が、成瀬の出身母体である愛知県教員組合に手を回し圧力をかけたと言われている。
1968年（昭和43年）、4期目の当選。1974年（昭和49年）、任期満了をもって議員を退任。決算委員長、法務委員長、災害特別対策・公害および交通特別委員長などを歴任した。
1975年（昭和50年）2月9日に行われた愛知県知事選挙に社会党・共産党の推薦と公明党支持を得て立候補するも、副知事を務めた元自治官僚の仲谷義明に敗れた。民社党は社会党からの共闘要請を蹴り、自民党とともに仲谷に推薦を出した。県政での発言力を強めようと目論んでいた春日一幸の意向が強く働いたためであった。民社党を支えた愛知地方同盟会長の朝見清道は「同盟も春日さんも社公民をやろうという意思は、はじめからなかった。（春日から）社公民をいつ切るか、どう切るか相談を受けた」と証言している。
1981年（昭和56年）春の叙勲で勲二等旭日重光章受章。
1992年（平成4年）12月3日、心不全のため名古屋市千種区の病院で死去。81歳没。死没日をもって従三位に叙される。

## 人物
新東京国際空港（現成田国際空港）の一坪共有地の名義人の1人であった。